# Рожково (Вологодская область)
Рожково — деревня в Великоустюгском районе Вологодской области.
Входит в состав Парфёновского сельского поселения, с точки зрения административно-территориального деления — в Парфёновский сельсовет.
Расстояние по автодороге до районного центра Великого Устюга — 12 км, до центра муниципального образования Карасово — 6 км. Ближайшие населённые пункты — Слободка, Конково, Горяево.
По переписи 2002 года население — 9 человек.